# Jorge Pablo Chapoy
Jorge Pablo Chapoy, mehiški lokostrelec, * 26. april 1973, Monclova, Coahuila.
Sodeloval je na lokostrelskem delu poletnih olimpijskih igrah leta 2004, kjer je osvojil 34. mesto v individualni in 12. mesto v ekipni konkurenci.